# La nostra bella città
La nostra bella città (Our Fair City) è un racconto fantastico del 1949 dello scrittore statunitense Robert A. Heinlein.
La storia coinvolge Pappy, l'anziano custode di un parcheggio, il suo mulinello d'aria addomesticato di nome Kitten e un giornalista investigativo che decide di "ripulire" il corrotto governo della loro città utilizzando il mulinello per attirare l'attenzione dei lettori.

## Storia editoriale
È stato scritto nell'ottobre 1947 e pubblicato per la prima volta nel numero di gennaio 1949 del pulp magazine Weird Tales.
La prima traduzione italiana, di Delio Zinoni, è stata pubblicata nel 1986 nel volume Millemondiestate 1986, n. 29 della collana Millemondi.
Una traduzione di Gaetano Luigi Staffilano è stata pubblicata nel 2000 dalla Mondadori, nel volume Millemondi [Speciale Estate] 2000: Avventure nell'ignoto (n. 26 II serie della collana Millemondi), che contiene la prima parte dell'antologia The Fantasy Hall of Fame del 1998, curata da Robert Silverberg.
In precedenza il racconto era stato inserito nella raccolta di opere di Heinlein Il mestiere dell'avvoltoio (The Unpleasant Profession of Jonathan Hoag) del 1959, a sua volta inclusa nell'antologia personale The Fantasies of Robert A. Heinlein del 1999, quest'ultima è stata tradotta in italiano da Vittorio Curtoni e pubblicata dalla Mondadori nel 2003, in parte nel volume n. 1456 della collana Urania, intitolato Anonima Stregoni, che contiene anche il racconto La nostra bella città.
Nel 2014 la traduzione di Curtoni è stata di nuovo pubblicata nell'antologia Il mestiere dell'avvoltoio (The Unpleasant Profession of Jonathan Hoag, 1959), volume nel n. 1603 della collana I capolavori di Urania.

## Influenze
Heinlein aveva una visione cinica della politica, derivata dalle sue negative esperienze nella campagna elettorale del 1934 per Governatore della California  di Upton Sinclair e con gli sporchi trucchi che avevano fatto fallire la sua campagna del 1938 per l'Assemblea Statale della California. 
Alcune di queste esperienze emergono nel semi autobiografico A Bathroom of Her Own, del 1941, un racconto ancora più palesemente politico.

### Edizioni
- Robert A. Heinlein, La nostra bella città, in Anonima Stregoni (antologia), collana Urania, traduzione di Vittorio Curtoni, n. 1456, Mondadori, gennaio 2003,  pp. 161-183, ISSN 1120-5288 (WC · ACNP).

### Fonti critiche
- (EN) James Daniel Gifford, The New Heinlein Opus List, in Robert A. Heinlein: A Reader's Companion (PDF), Nitrosyncretic Press, 2000, ISBN 978-0-9679874-1-5. URL consultato il 12 ottobre 2015.